# Marche de la République khmère
 (juillet 2022).
La mise en forme du texte ne suit pas les recommandations de Wikipédia : il faut le « wikifier ».
Les points d'amélioration suivants sont les cas les plus fréquents :
- Les titres sont pré-formatés par le logiciel. Ils ne sont ni en capitales, ni en gras.
- Le texte ne doit pas être écrit en capitales (les noms de famille non plus), ni en gras, ni en italique, ni en « petit »…
- Le gras n'est utilisé que pour surligner le titre de l'article dans l'introduction, une seule fois.
- L'italique est rarement utilisé : mots en langue étrangère, titres d'œuvres, noms de bateaux, etc.
- Les citations ne sont pas en italique mais en corps de texte normal. Elles sont entourées par des guillemets français : « et ».
- Les listes à puces sont à éviter, des paragraphes rédigés étant largement préférés. Les tableaux sont à réserver à la présentation de données structurées (résultats, etc.).
- Les appels de note de bas de page (petits chiffres en exposant, introduits par l'outil «  Source ») sont à placer entre la fin de phrase et le point final[comme ça].
- Les liens internes (vers d'autres articles de Wikipédia) sont à choisir avec parcimonie. Créez des liens vers des articles approfondissant le sujet. Les termes génériques sans rapport avec le sujet sont à éviter, ainsi que les répétitions de liens vers un même terme.
- Les liens externes sont à placer uniquement dans une section « Liens externes », à la fin de l'article. Ces liens sont à choisir avec parcimonie suivant les règles définies. Si un lien sert de source à l'article, son insertion dans le texte est à faire par les notes de bas de page.
- La présentation des références doit suivre les conventions bibliographiques. Il est recommandé d'utiliser les modèles {{Ouvrage}}, {{Chapitre}}, {{Article}}, {{Lien web}} et/ou {{Bibliographie}}. Le mode d'édition visuel peut mettre en forme automatiquement les références.
- Insérer une infobox (cadre d'informations à droite) n'est pas obligatoire pour parachever la mise en page.

Pour une aide détaillée, merci de consulter Aide:Wikification.
Si vous pensez que ces points ont été résolus, vous pouvez retirer ce bandeau et améliorer la mise en forme d'un autre article.
 (juillet 2022).
 (juin 2023).
La "Marche de la République khmère" (khmer : ដំណើរនៃសាធារណរដ្ឋខ្មែរ, Damnaeu ney Satheareanaroat Khmae ; français : La Marche de la République Khmère) était l'hymne national de la République khmère de 1970 à 1970. La chanson est souvent attribuée à des groupes d'étudiants, dirigés par Hang Thun Hak, à l'Université Royale des Beaux-Arts de Phnom Penh, mais des sources académiques disent qu'il a été écrit et composé par le moine bouddhiste activiste Khieu Chum, un étudiant de Hem Chieu. La chanson a été adoptée comme hymne national de la République khmère nouvellement fondée le 9 octobre 1970 après le renversement de la monarchie. Après la fin de la République en raison de la victoire des Khmers rouges en 1975, la chanson a cessé d'être l'hymne national et a été officiellement remplacée en 1976 par l'hymne khmer rouge "Le Glorieux 17 avril".
L'"ennemi" dans la première ligne de la deuxième strophe est une référence à l'invasion du Cambodge par les communistes nord-vietnamiens qui a commencé le 29 mars 1970, dix-huit jours seulement après le coup d'État, à la demande du commandant en second des Khmers rouges, Nuon Chea, et avait complètement envahi le nord-est du Cambodge au moment où la République a été déclarée en octobre.

## Paroles
| Khmer | Français |
| --- | --- |
| ជនជាតិខ្មែរ ល្បីពូកែមួយក្នុងលោក មានជ័យជោគ កសាងប្រាសាទសិលា អរិយធម៌ ខ្ពស់បវរជាតិសាសនា កេរ្តិ៍ដូនតាទុកលើភពផែនដី ។ ខ្មែរក្រោកឡើង តស៊ូតម្កើងសាធារណរដ្ឋ ខ្មាំងរំលោភ ខ្មែរប្រយុទ្ធ មិនតក់ស្លុត យកជ័យបំផុតជូនជាតិខេមរា ឯករាជ្យភ្លឺថ្លាជាមហាប្រទេសតទៅ ។ | Les Khmers sont des gens célèbres et habiles dans le monde Sa victoire et son succès sont illustrés dans la construction des temples khmers La culture, la nation et la religion sont les plus suprêmes et les plus importantes L'héritage de nos ancêtres est conservé sur terre Khmers, levez-vous ! Khmers, levez-vous ! Khmers, levez-vous ! Continuez à lutter pour glorifier la République! Quand l'ennemi a envahi, Les Khmers se battront, sans paniquer, Apportez la victoire ultime à la nation khmère Le brillant indépendant fera à nouveau la gloire du Cambodge ! |